# Liste der Einträge im National Register of Historic Places im Mason County (Washington)
Diese Liste der Einträge im National Register of Historic Places im Mason County (Washington) enthält alle im Mason County, Washington in das National Register of Historic Places eingetragenen Gebäude, Bauwerke, Objekte, Stätten oder historischen Distrikte.
Diese Liste entspricht dem Bearbeitungsstand des National Park Service/National Register of Historic Places vom 16. August 2024.

## Legende
| NRHP | Historic Place             |
| HD   | National Historic District |

## Aktuelle Einträge
| [ 2 ] | Name                                                                            | Bild                                            | Eintragsdatum                  | Lage                                                                    | Ort             | Beschreibung |
| ----- | ------------------------------------------------------------------------------- | ----------------------------------------------- | ------------------------------ | ----------------------------------------------------------------------- | --------------- | ------------ |
| 1     | Big Creek Archeological Site-45MS100                                            |                                                 | 13. Okt. 1999 ID-Nr. 99001219  | Adresse nicht veröffentlicht                                            | Hoodsport       |              |
| 2     | Cushman Hydroelectric Project Historic District                                 | Cushman Hydroelectric Project Historic District | 2. Feb. 2015 ID-Nr. 14001244   | 21451 N., U.S. Route 101 in Washington 47° 22′ 19,3″ N, 123° 9′ 43,7″ W | Hoodsport       |              |
| 3     | Cushman No. 1 Hydroelectric Power Plant                                         | weitere Bilder                                  | 15. Dez. 1988 ID-Nr. 88002759  | am südlichen Ende von Lake Cushman 47° 25′ 23″ N, 123° 13′ 20,6″ W      | Hoodsport       |              |
| 4     | Cushman No. 2 Hydroelectric Power Plant                                         | weitere Bilder                                  | 15. Dez. 1988 ID-Nr. 88002757  | Skokomish River 47° 22′ 59″ N, 123° 10′ 42″ W                           | Hoodsport       |              |
| 5     | Ebenezer Congregational Church                                                  | weitere Bilder                                  | 13. Sep. 2018 ID-Nr. 100002940 | 18500 WA 3 47° 23′ 2,8″ N, 122° 49′ 43,3″ W                             | Allyn           |              |
| 6     | Goldsborough Creek Bridge                                                       | Goldsborough Creek Bridge                       | 16. Juli 1982 ID-Nr. 82004264  | WA 3 47° 12′ 34″ N, 123° 5′ 57″ W                                       | Shelton         |              |
| 7     | Harstine Island Community Hall                                                  | weitere Bilder                                  | 16. März 1989 ID-Nr. 89000212  | North Island Dr. und Hartstene Island Dr. 47° 16′ 35″ N, 122° 53′ 10″ W | Harstine Island |              |
| 8     | High Steel Bridge                                                               | weitere Bilder                                  | 16. Juli 1982 ID-Nr. 82004265  | über den Skokomish South Fork 47° 22′ 5″ N, 123° 16′ 44″ W              | Shelton         |              |
| 9     | Malaney–O’Neill House                                                           | Malaney–O’Neill House                           | 23. Jan. 2013 ID-Nr. 12001222  | 1570 E. Agate Bay Road 47° 14′ 48,5″ N, 123° 0′ 46,3″ W                 | Shelton         |              |
| 10    | Mason County Courthouse                                                         | weitere Bilder                                  | 9. Jan. 2013 ID-Nr. 12001160   | 419 N. 4th St. 47° 12′ 57,4″ N, 123° 6′ 13,5″ W                         | Shelton         |              |
| 11    | North Hamma Hamma River Bridge                                                  | weitere Bilder                                  | 16. Juli 1982 ID-Nr. 82004262  | über den North Hamma Hamma River 47° 32′ 23″ N, 123° 2′ 33″ W           | Eldon           |              |
| 12    | Shelton Public Library and Town Hall                                            | weitere Bilder                                  | 14. Juli 1983 ID-Nr. 83003348  | 5th St. und Railroad Ave. 47° 12′ 48″ N, 123° 6′ 11″ W                  | Shelton         |              |
| 13    | Schafer State Park                                                              | weitere Bilder                                  | 10. Mai 2010 ID-Nr. 10000255   | 1365 W Schafer Park Rd. 47° 5′ 58,6″ N, 123° 28′ 20,9″ W                | Elma            |              |
| 14    | Simpson Logging Company Locomotive No. 7 and Peninsular Railway Caboose No. 700 | weitere Bilder                                  | 12. Jan. 1984 ID-Nr. 84003532  | 3rd und Railroad Aves. 47° 12′ 47″ N, 123° 6′ 3″ W                      | Shelton         |              |
| 15    | South Hamma Hamma River Bridge                                                  | weitere Bilder                                  | 16. Juli 1982 ID-Nr. 82004263  | über den South Hamma Hamma River 47° 32′ 11″ N, 123° 2′ 28″ W           | Eldon           |              |
| 16    | Taba das                                                                        | Taba das                                        | 16. Feb. 2005 ID-Nr. 05000066  | Adresse nicht veröffentlicht                                            | Potlatch        |              |
| 17    | Twanoh State Park                                                               | weitere Bilder                                  | 10. Sep. 2014 ID-Nr. 14000614  | 1290 E. WA 106 47° 22′ 26,8″ N, 122° 58′ 24,6″ W                        | Union           |              |
| 18    | Vance Creek Bridge                                                              | weitere Bilder                                  | 16. Juli 1982 ID-Nr. 82004266  | Northwest of Shelton 47° 20′ 6″ N, 123° 19′ 10″ W                       | Shelton         |              |